# Gaya (département)
Pour les articles homonymes, voir Gaya.
Gaya est un département de la région de Dosso, situé au sud du Niger méridional. Il est frontalier du Bénin et du Nigeria.

## Géographie

### Situation
Le département de Gaya est entouré par :
- au nord : le département de Dioundiou,
- à l'est : le Nigéria,
- au sud : le Bénin,
- à l'ouest : le département de Dosso.

### Relief et environnement
Le département est traversé par le fleuve Niger dans sa limite sud avec le Bénin. Cela en fait un des départements les plus fertiles du Niger malgré le fait que sa géologie handicapante se marie mal avec la forte pluviométrie.

### Climat
La température moyenne annuelle dans le département est de 29 °C.
Le département de Gaya connaît une pluviométrie satisfaisante, de l'ordre de 800 mm/an sur 70 jours de pluie par an.

## Histoire
Lors de la réforme administrative de 2012, les communes de Dioundiou, Karakara, et Zabori sont soustraites du département de Gaya  pour former le département de Dioundiou.

## Administration
Gaya est un département de 2 470 km2 de la région de Dosso.

Son chef-lieu est Gaya.
Son territoire se décompose en :
- Communes urbaines : Gaya.
- Communes rurales : Bana, Bengou, Tanda, Tounouga, Yélou.

| Code INS | Commune  | Superficie (km²) | Population (2012) | Localités |
| -------- | -------- | ---------------- | ----------------- | --------- |
| 30601    | Bana     | 279,1            | 18 128            | 29        |
| 30602    | Bengou   | 175,4            | 18 469            | 23        |
| 30603    | Gaya     | 283,3            | 63 815            | 63        |
| 30604    | Tanda    | 425,4            | 49 973            | 132       |
| 30605    | Tounouga | 228,3            | 42 849            | 78        |
| 30606    | Yélou    | 1 079            | 68 404            | 208       |

## Population
La population est estimée à 349 794 habitants en 2011.
La densité de 78,7 hab/km2 est relativement forte pour le Niger. La population est à peu près également répartie entre les hommes et les femmes.
Les groupes socio-culturels les plus importants sont : les Peuls, les Zarmas, les Tchengas, les Dendi, les Toulmawa, les Maouris, les Kabawa et les Ouandawa.
Le taux d'analphabétisme est très important.

## Économie

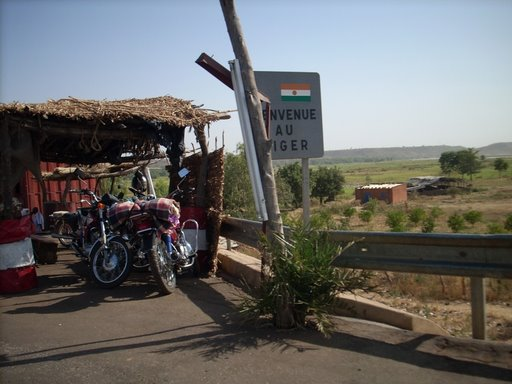

Gaya est une ville à très fort trafic routier. En effet, c'est la passerelle entre le Niger et la mer (via le Bénin). De plus il s'agit d'un département frontalier avec deux pays (Bénin et Nigeria). Enfin, le département relie ces deux pays (surtout le Bénin) avec la capitale, Niamey. De ce fait, l'état des routes dans le département est plutôt correct.

## Transports
La ville est desservie par un aéroport.